# Colin Morgan
Colin Morgan (ur. 1 stycznia 1986 w Armagh) – północnoirlandzki aktor filmowy, telewizyjny i teatralny. Najbardziej znany z głównej roli w serialu Przygody Merlina.

## Życiorys
Urodził się w Armagh w Północnej Irlandii w rodzinie rzymskokatolickiej jako młodszy z dwóch synów Bernadette, pielęgniarki, i Bernarda, artysty malarza i dekoratora. Wychowywał się ze starszym bratem Neilem. 
Uczęszczał do integracyjnego College Dungannon, gdzie otrzymał nagrodę „Denis Rooney Associates Cup” dla najlepszego ucznia w klasie ogólnej w trzecim roku, przed zdobyciem nagrody. W 2004 roku otrzymał dyplom Belfast Institute of Further & Higher Education. Następnie uczęszczał do prestiżowej szkoły Royal Scottish Academy of Music and Drama, gdzie studiował też James McAvoy. Ukończył ją w 2007 roku.
W 2007 roku Colin pojawił się w adaptacji Pedro Almodóvara Todo sobre mi madre (Wszystko o mojej matce) na scenie londyńskiego teatru The Old Vic. Zagrał też tytułową rolę w spektaklu teatru Young Vic's Vernon God Little.
Morgan zagrał też kilka niewielkich ról w programach telewizyjnych, np. w The Catherine Tate Show (2007) oraz w jednym z odcinków serialu Doktor Who (2008).
W 2008 w jego karierze nastąpił przełom, po tym jak otrzymał główną rolę w serialu fantasy Przygody Merlina. Odtwarzał w nim postać tytułowego bohatera, młodego czarodzieja Merlina.
W 2008 roku został nominowany do nagrody za debiut Whatsonstage.com Theatregoers' Choice Awards.
Colin jest wegetarianinem i dobrym pływakiem.

## Filmografia

### Telewizja
| Rok     | Tytuł                      | Rola           | Uwagi                     |
| ------- | -------------------------- | -------------- | ------------------------- |
| 2007    | The Catherine Tate Show    | John Leary     | odcinek Christmas Special |
| 2008    | Doktor Who                 | Jethro Cane    | odcinek 4x10 Północ       |
| 2008–12 | Przygody Merlina           | Merlin         | Główna rola               |
| 2009    | Merlin: Secrets and Magic  | on sam         | serial dokumentalny       |
| 2009    | The Real Merlin and Arthur | on sam         | film dokumentalny         |
| 2014    | Quirke                     | Jimmy Minor    | odcinek Elegy for April   |
| 2014    | Upadek                     | Tom Anderson   | seria 2, odcinki 4-6      |
| 2015    | Humans                     | Leo Elster     | Główna rola               |
| 2016    | The Living And The Dead    | Nathan Appleby | W produkcji; Główna rola  |

### Film
| Rok  | Tytuł              | Rola              | Uwagi                                         |
| ---- | ------------------ | ----------------- | --------------------------------------------- |
| 2010 | Parked             | Cathal O'Regan    |                                               |
| 2011 | Island             | Calum MacLeod     |                                               |
| 2015 | Testament of Youth | Victor Richardson |                                               |
| 2015 | Legend             | Frankie Shea      | Premiera w Wielkiej Brytanii 18 września 2015 |